# Sindaci di Vittoria
Di seguito l'elenco cronologico dei sindaci di Vittoria e delle altre figure apicali equivalenti che si sono succedute nel corso della storia.

## Regno di Sicilia(1607-1816)

### Secreti, giurati e sindaci
Il secreto (o segreto) veniva nominato dalla Corte del Patrimonio della Contea (una sorta di giunta provinciale che amministrava la Contea in nome dei Conti) per l’amministrazione dei beni e dei redditi (in gabelle e censi) del Conte; poteva disporre delle entrate in denaro per l’esecuzione di opera di riparazione di mulini, case, magazzini, previo apposito bando di gara. Aveva piena giurisdizione nei confronti dei gabelloti (appaltatori delle gabelle, cioè tasse su vari generi) e dei vassalli debitori di tributi o di censi nei confronti del Conte proprietario. Nelle sue decisioni veniva assistito da un maestro notaio. Dal 1630 si ha documentazione dei giurati, i quali, in quattro, affiancavano la figura del secreto e i cui poteri amministrativi erano stati potenziati in epoca aragonese.
| Regno di Sicilia (vicereame spagnolo)                            | Regno di Sicilia (vicereame spagnolo) | Regno di Sicilia (vicereame spagnolo)                   | Regno di Sicilia (vicereame spagnolo) | Regno di Sicilia (vicereame spagnolo) |
| Secreto                                                          | Giurati | Altre cariche                                           | Mandato                               | Mandato                               |
| Secreto                                                          | Giurati | Altre cariche                                           | Inizio                                | Fine                                  |
| ---------------------------------------------------------------- | --- | ------------------------------------------------------- | ------------------------------------- | ------------------------------------- |
| Paolo Custureri                                                  | |                                                         | 1609                                  | 1619                                  |
|                                                                  | | Mariano Recca (arbitro)                                 | 1616                                  | 1616                                  |
| Antonino Indovina                                                | |                                                         | 1620                                  | 1621                                  |
| Antonuzo Galofaro                                                | |                                                         | 1622                                  | 1622                                  |
| Antonino Indovina                                                | Blasi Cannizzo Antonino Custureri Petro d'Angelo |                                                         | 1623                                  | 1623                                  |
|                                                                  | | Giovanni Grimaldi (castellano)                          | 1624                                  | 1624                                  |
| Arcangelo Carfì                                                  | |                                                         | 1629                                  | 1629                                  |
|                                                                  | Michelangelo Di Fede Vincenzo Recca Francesco Brancato |                                                         | 1630                                  | 1630                                  |
|                                                                  | Francesco Salmé Innocenzo (Assentio?) Giarratana Aloi Ignaccolo Vincenzo (Francesco) Cannizzo                                                                                  |                                                         | 1632                                  | 1633                                  |
| Francesco Brancato                                               | Michelangelo Di Fede Giuseppe Garraffa | Vincenzo Recca (arbitro)                                | 1633                                  | 1633                                  |
| Giombattista Indovina                                            | Aloi Ignacculo Francesco Meli Mario Cannizzo | Filippo di Marco (gabelloto della macina)               | 1638                                  | 1638                                  |
| Antonino Custureri                                               | Giovanni Salmé Giuseppe di Marco Francesco Meli Benedetto Caccamo | Giovanni Grimaldi (castellano titolare)                 | 1639                                  | 1639                                  |
| Antonino Custureri                                               | Giovanni Salmé Giuseppe di Marco Francesco Meli Benedetto Caccamo | Antonio de Agoretto (capitano di giustizia)             | 1639                                  | 1640                                  |
| Vincenzo Grignone                                                | |                                                         | 1640                                  | 1641                                  |
| Antonino Custureri                                               | |                                                         | 1641                                  | 1642                                  |
| Pietro Puy                                                       | | Giovanni Grimaldi (castellano titolare)                 | 1643                                  | 1643                                  |
| Pietro Puy                                                       | 1644 |                                                         | 1643                                  |                                       |
| Francesco Brancato                                               | |                                                         | 1646                                  | 1646                                  |
| Filippo di Marco                                                 | |                                                         | 1647                                  | 1647                                  |
|                                                                  | Mario Cannizzo Giuseppe Marangio Filippo Calandra Francesco Meli Grillo |                                                         | 1648                                  | 1648                                  |
| Giombattista Indovina                                            | |                                                         | 1651                                  | 1651                                  |
| Isidoro Occhipinti                                               | |                                                         | 1652                                  | 1652                                  |
|                                                                  | | Gabriel Crespo y Alarcón (capitano di giustizia)        | 1657                                  | 1657                                  |
| Vito lo Jacono                                                   | |                                                         | 1658                                  | 1659                                  |
|                                                                  | | Gabriel Crespo y Alarcón (castellano)                   | 1660                                  | 1665                                  |
| Gabriel Crespo y Alarcón                                         | Pietro Pinedo Giuseppe Mandarà Isidoro Occhipinti | Damiano Scagliola (notaio della Corte)                  | 1666                                  | 1666                                  |
| Gabriel Crespo y Alarcón                                         | Pietro Pinedo Giuseppe Mandarà Isidoro Occhipinti | Mario Incardona (notaio della Corte)                    | 1666                                  | 1666                                  |
| Francesco di Marco                                               | |                                                         | 1666                                  | 1669                                  |
|                                                                  | | Francesco di Marco (terraggero)                         | 1671                                  | 1671                                  |
| Francesco Marangio                                               | |                                                         | 1671                                  | 1673                                  |
|                                                                  | | Benedetto Zacco (castellano)                            | 1673                                  | 1673                                  |
|                                                                  | | Giacomo Ottaviano (terraggero)                          | 1673                                  | 1674                                  |
|                                                                  | | Vito Terlato (terraggero)                               | 1674                                  | 1675                                  |
|                                                                  | | Giacomo Ottaviano (terraggero)                          | 1675                                  | 1677                                  |
| Filippo di Marco                                                 | Giovanni Marangio Giacomo Ottaviano Blasio Cannizzo Damiano Scagliola |                                                         | 1676                                  | 1679                                  |
| Filippo Custureri                                                | Francesco Ottaviano |                                                         | 1679                                  | 1679                                  |
| Filippo Custureri                                                | 1680 |                                                         | 1679                                  |                                       |
| Damiano Scagliola                                                | |                                                         | 1681                                  | 1683                                  |
|                                                                  | | Mario Incardona (capitano di giustizia)                 | 1686                                  | 1688                                  |
| Marcello Catania                                                 | |                                                         | 1688                                  | 1689                                  |
|                                                                  | | Gaetano Occhipinti (terraggero)                         | 1689                                  | 1690                                  |
| Giacomo Ottaviano                                                | Francesco Castilletti Pietro Puglia Gabriele Gafà |                                                         | 1690                                  | 1691                                  |
| Giacomo Ottaviano                                                | Mario Incardona Pietro di Marco Pietro Puglia Francesco Castilletti | Francesco Emiliano Porcelli (capitano di giustizia)     | 1691                                  | 1691                                  |
| Giacomo Ottaviano                                                | Mario Incardona Pietro di Marco Pietro Puglia Francesco Castilletti | Giombattista la Carrubba (erario o procuratore fiscale) | 1691                                  | 1691                                  |
| Antonino Custureri                                               | Antonino Laurifici Blasio Cannizzo Antonio Terlato Gio. Battista Guastella | Antonio Terlato (aromatario)                            | 1691                                  | 1691                                  |
|                                                                  | | Francesco Emiliano Porcelli (capitano di giustizia)     | 1691                                  | 1693                                  |
| Giombattista Ricca                                               | |                                                         | 28 luglio 1692                        | 1693                                  |
|                                                                  | | Guglielmo Bonvissuto (notaio civile e criminale)        | 1698                                  | 1699                                  |
| Domenico Trombino (catapano)                                     | |                                                         | 1698                                  | 1699                                  |
| Giovanni Lupo (gabelloto della dogana)                           | |                                                         | 1698                                  | 1699                                  |
| Angelo Miceli (gabelloto della carne)                            | |                                                         | 1698                                  | 1699                                  |
| Giambattista La Carrubba (gabelloto della carcera degli animali) | |                                                         | 1698                                  | 1699                                  |
| Isidoro Occhipinti                                               | |                                                         | 1704                                  | 1706                                  |
| Isidoro Occhipinti                                               | Marcello Catania Matteo Licitra Gioachino Taranto Carmelo Risciacchi | Vincenzo Paternò (sindaco)                              | 1706                                  | 1706                                  |
| Vincenzo Guastella                                               | |                                                         | 1707                                  | 1707                                  |
| Regno di Sicilia (sotto Casa Savoia)                             | |                                                         |                                       |                                       |
| Secreto                                                          | Giurati | Altre cariche                                           | Mandato                               | Mandato                               |
| Secreto                                                          | Giurati | Altre cariche                                           | Inizio                                | Fine                                  |
|                                                                  | Giuseppe Tolaro |                                                         | 1713                                  | 1713                                  |
| Vincenzo Paternò (sindaco)                                       | Pietro Saverio di Marco Biagio Toro Francesco Ottaviano Francesco Terlato |                                                         | 1714                                  | 1714                                  |
|                                                                  | | Andrea Porcelli (capitano di giustizia)                 | 1717                                  | 1717                                  |
| Regno di Sicilia (vicereame austriaco)                           | |                                                         |                                       |                                       |
| Secreto                                                          | Giurati | Altre cariche                                           | Mandato                               | Mandato                               |
| Secreto                                                          | Giurati | Altre cariche                                           | Inizio                                | Fine                                  |
| Cristoforo Garì                                                  | |                                                         | 1721                                  | 1721                                  |
|                                                                  | Pietro Saverio di Marco (giurato seniore) |                                                         | 1726                                  | 1726                                  |
| Filippo Taranto                                                  | |                                                         | 1729                                  | 1729                                  |
| Guglielmo Paternò (sindaco)                                      | Pietro Saverio di Marco (giurato seniore) |                                                         | 1730                                  | 1730                                  |
| Regno di Sicilia (sotto la dinastia borbonica)                   | |                                                         |                                       |                                       |
| Sindaco                                                          | Giurati | Altre cariche                                           | Mandato                               | Mandato                               |
| Sindaco                                                          | Giurati | Altre cariche                                           | Inizio                                | Fine                                  |
|                                                                  | Nicolò Catalano Antonino Giunta Vincenzo Guastella Francesco Lucchese |                                                         | 1743                                  | 1743                                  |
| Francesco Maria La China                                         | Guglielmo Paternò Carmelo Fatuzzo Arcangelo Mazza Mario Occhipinti |                                                         | 1747                                  | 1748                                  |
|                                                                  | | Arcangelo Mazza (secreto)                               | 1753                                  | 1753                                  |
|                                                                  | Ignazio Porcelli Riccardo Toro Antonio Cannizzo Franco Scrofani |                                                         | 1760                                  | 1760                                  |
| Antonio Terlato                                                  | Ignazio Porcelli Riccardo Toro Filippo Giunta Antonino Benvissuto |                                                         | 1763                                  | 1764                                  |
| Francesco La China jr.                                           | |                                                         | 1766                                  | 1766                                  |
|                                                                  | | Ippolito Alessandria (terraggero)                       | 1766                                  | 1767                                  |
| Baldassare Toro                                                  | |                                                         | 1768                                  | 1768                                  |
| Nicolò Catalano                                                  | |                                                         | 1769                                  | 1769                                  |
| Giuseppe Mazza                                                   | Giombattista Benvissuto Salvatore Lucchese Colnago Vincenzo Guastella Giombattista Mandarà Giombattista Mazza Francesco Salesio Scrofani                                       | Ignazio Porcelli (pro-conservatore)                     | 1775                                  | 1776                                  |
| Giuseppe Mazza                                                   | Giombattista Benvissuto Salvatore Lucchese Colnago Vincenzo Guastella Giombattista Mandarà Giombattista Mazza Francesco Salesio Scrofani                                       | Nicolò Catalano (capitano di giustizia)                 | 1775                                  | 1776                                  |
| Giuseppe Mazza                                                   | Giombattista Benvissuto Salvatore Lucchese Colnago Vincenzo Guastella Giombattista Mandarà Giombattista Mazza Francesco Salesio Scrofani                                       | Antonino Benvissuto (capitano di giustizia)             | 1775                                  | 1776                                  |
| Salvatore La China                                               | | Antonino Occhipinti (giudice civile)                    | 1784                                  | 1785                                  |
| Francesco Leni                                                   | Salvadore Alessandrello Ignazio Custureri Gaetano Occhipinti Santo Giudice | Baldassare Toro (segreto baronale)                      | 1787                                  | 1788                                  |
| Francesco Leni                                                   | Salvadore Alessandrello Ignazio Custureri Gaetano Occhipinti Santo Giudice | Vincenzo Maria Guastella (capitano di giustizia)        | 1787                                  | 1788                                  |
| Francesco Leni                                                   | Salvadore Alessandrello Ignazio Custureri Gaetano Occhipinti Santo Giudice | Pietro Porcelli (regio proconservatore)                 | 1787                                  | 1788                                  |
| Francesco Leni                                                   | Salvadore Catalano Emmanuele Custureri Giuseppe Mazza Francesco Salesio Scrofani                                                                                               | Giombattista Toro (segreto baronale)                    | 1788                                  | 1789                                  |
| Francesco Leni                                                   | Salvadore Catalano Emmanuele Custureri Giuseppe Mazza Francesco Salesio Scrofani                                                                                               | Luigi Rosso Ferreri (capitano di giustizia)             | 1788                                  | 1789                                  |
| Francesco Leni                                                   | Salvadore Catalano Emmanuele Custureri Giuseppe Mazza Francesco Salesio Scrofani                                                                                               | Pietro Porcelli (regio proconservatore)                 | 1788                                  | 1789                                  |
| Francesco di Paola La China                                      | Vincenzo Maria Guastella Giombattista Jacono Francesco Leni Francesco Porcelli Giuseppe Puglia Salvadore Terranova Sisto Magrin Ventura                                        | Ignazio Custureri (capitano di giustizia)               | 1789                                  | 1790                                  |
| Francesco di Paola La China                                      | Vincenzo Maria Guastella Giombattista Jacono Francesco Leni Francesco Porcelli Giuseppe Puglia Salvadore Terranova Sisto Magrin Ventura                                        | Santo Giudice (secreto)                                 | 1789                                  | 1790                                  |
| Francesco di Paola La China                                      | | Pietro Porcelli (regio proconservatore)                 | 1789                                  | 1791                                  |
|                                                                  | Giuseppe Ciani Filippo Neri Leni Emmanuele Lucchese Giuseppe Mazza | Giorgio Garì (capitano di giustizia)                    | 1791                                  | 1791                                  |
| Pietro Porcelli (regio proconservatore)                          | Giuseppe Ciani Filippo Neri Leni Emmanuele Lucchese Giuseppe Mazza | 1792                                                    | 1791                                  |                                       |
| Santo Giudice (secreto)                                          | Giuseppe Ciani Filippo Neri Leni Emmanuele Lucchese Giuseppe Mazza | 1793                                                    | 1791                                  |                                       |
|                                                                  | Francesco di Paola La China |                                                         | 1792                                  | 1792                                  |
| Giovanni Maria La China                                          | Francesco Porcelli (capitano di giustizia) | 1793                                                    | 1792                                  |                                       |
| Francesco di Paola La China                                      | Salvadore Catalano Giambattista Paternò Giuseppe Puglia Gioacchino Santangelo Cicerone                                                                                         |                                                         | 1793                                  | 1793                                  |
|                                                                  | | Michele Benvissuto (capitano di giustizia)              | 1793                                  | 1794                                  |
| Giuseppe Maria Cicerone                                          | Giorgio Garì Filippo Mazza Gioacchino Paternò Giombattista Toro | Francesco Porcelli (secreto)                            | 1794                                  | 1794                                  |
| Giuseppe Maria Cicerone                                          | Giorgio Garì Filippo Mazza Gioacchino Paternò Giombattista Toro | Giuseppe Ciani (capitano di giustizia)                  | 1794                                  | 1795                                  |
|                                                                  | | Felice Maria Costa (capitano di giustizia)              | 1795                                  | 1796                                  |
| Giombattista Toro (regio proconservatore)                        | 1796 | 1813                                                    |                                       |                                       |
| Paolo Occhipinti                                                 | Giuseppe Ciani Vincenzo Maria Guastella Sisto Magrin Ventura | Giovanni Antonio Paternò (capitano di giustizia)        | 1796                                  | 1796                                  |
| Paolo Occhipinti                                                 | Giombattista Benvissuto Salvadore Catalano Francesco Catalano Giovanni Maria La China Vincenzo Maria Guastella Filippo Mazza Giorgio Garì Felice Maria Costa Mario Di Pasquale | Francesco di Paola La China (capitano di giustizia)     | 1797                                  | 1797                                  |
| Paolo Occhipinti                                                 | Giombattista Benvissuto Salvadore Catalano Francesco Catalano Giovanni Maria La China Vincenzo Maria Guastella Filippo Mazza Giorgio Garì Felice Maria Costa Mario Di Pasquale | Guglielmo Benvissuto (capitano di giustizia)            | 1797                                  | 1798                                  |
| Paolo Occhipinti                                                 | Giombattista Benvissuto Salvadore Catalano Francesco Catalano Giovanni Maria La China Vincenzo Maria Guastella Filippo Mazza Giorgio Garì Felice Maria Costa Mario Di Pasquale | Gaetano Cacciaguerra (secreto)                          | 1797                                  | 1798                                  |
| Paolo Occhipinti                                                 | Giovanni Antonio Catalano Giorgio Garì Giombattista Jacono Mario Di Pasquale Vincenzo Maria Guastella Isidoro Bellassai Gioacchino Paternò                                     | Francesco Porcelli (capitano di giustizia)              | 1798                                  | 1799                                  |
| Paolo Occhipinti                                                 | Giovanni Antonio Catalano Giorgio Garì Giombattista Jacono Mario Di Pasquale Vincenzo Maria Guastella Isidoro Bellassai Gioacchino Paternò                                     | Salesio Toro (secreto)                                  | 1799                                  | 1799                                  |
| Filippo Neri Leni                                                | Francesco Porcelli Carmelo Marchese Francesco di Paola Di Pasquale Giovanni Maria La China                                                                                     | Giuseppe Romano (secreto)                               | 1799                                  | 1800                                  |
| Filippo Neri Leni                                                | Francesco Porcelli Carmelo Marchese Francesco di Paola Di Pasquale Giovanni Maria La China                                                                                     | Salvatore Ricca (capitano di giustizia)                 | 1799                                  | 1800                                  |
|                                                                  | | Francesco Leni (capitano di giustizia)                  | 1800                                  | 1801                                  |
| Ignazio Maria Paternò (regio collettore)                         | |                                                         | 1800                                  | 1801                                  |
| Filippo Neri Leni                                                | Alessandro Cannizzo Felice Maria Costa Matteo La China Giovanni Antonio Paternò                                                                                                | Giombattista Paternò (capitano di giustizia)            | 1801                                  | 1802                                  |
| Filippo Neri Leni                                                | Salvatore Maria Marchese Giombattista Migliore Antonino Occhipinti Francesco Salesio jr.                                                                                       | Giombattista Paternò (capitano di giustizia)            | 1802                                  | 1802                                  |
| Francesco Porcelli                                               | Giuseppe Maria Bellassai Mario Di Pasquale Francesco Leni Emmanuele Sarri | Paolo Occhipinti (capitano di giustizia)                | 1802                                  | 1803                                  |
| Francesco Porcelli                                               | Filippo Neri Leni Giachino Paternò Salvatore Spadaro Giachino Terranova | Felice Maria Costa (capitano di giustizia)              | 1803                                  | 1804                                  |
| Francesco Porcelli                                               | Giombattista Benvissuto Giombattista Jacono Giombattista Migliore Rosario Giudice Giombattista Terranova (nel 1805)                                                            | Giuseppe Ciani (capitano di giustizia)                  | 1804                                  | 1805                                  |
|                                                                  | | Antonino Maniscalco (secreto)                           | 1800                                  | 1813                                  |
| Giachino Santangelo Cicerone (regio collettore)                  | 1801 | 1805                                                    |                                       |                                       |
| Gioacchino Paternò (capitano di giustizia)                       | 1805 | 1805                                                    |                                       |                                       |
| Giovanni Antonio Catalano (capitano di giustizia)                | 1805 | 1806                                                    |                                       |                                       |
|                                                                  | Isidoro Bellassai Giovanni Antonio Paternò Rosario Leni |                                                         | 1806                                  | 1807                                  |
|                                                                  | Salvatore Spataro Michele Benvissuto Giuseppe Antonio Terlato Mario Maggiore                                                                                                   |                                                         | 1807                                  | 1808                                  |
|                                                                  | Giombattista Alessandria Giuseppe Japichino Salvatore Cilio Eduardo Terlato |                                                         | 1808                                  | 1809                                  |
|                                                                  | Vincenzo Guastella Felice Maria Costa Salvatore Marchese Salvatore Occhipinti                                                                                                  |                                                         | 1809                                  | 1810                                  |
|                                                                  | | Salvatore Benvissuto (notaio municipale)                | 1813                                  | 1814                                  |

## Regno delle Due Sicilie(1816-1861)
| Sindaco | Sindaco                                                          | Mandato        | Mandato    |
| Sindaco | Sindaco                                                          | Inizio         | Fine       |
| ------- | ---------------------------------------------------------------- | -------------- | ---------- |
|         | Filippo Neri Leni Spadafora                                      | 1818           | 1819       |
|         | Francesco Porcelli                                               | 1819           | 1821       |
|         | Giovanni Scrofani                                                | 1821           | 1822       |
|         | Francesco Porcelli                                               | 1823           | 1825       |
|         | Gregorio Camilleri                                               | 1826           | 1827       |
|         | Emanuele Sarri                                                   | 1828           | 1832       |
|         | Franco Scrofani                                                  | 1833           | 1837       |
|         | Gioacchino Jacono                                                | 1837           | 1841       |
|         | Gaetano Leni Spadafora                                           | 1842           | 1846       |
|         | Gaetano Mazza                                                    | 1846           | 1848       |
|         | Giovanni Leni Spadafora (Presidente del Comitato Rivoluzionario) | 1848           | 1848       |
|         | Antonino Lio (affiancato dal Comitato Rivoluzionario)            | 1848           | 1849       |
|         | Gaetano Mazza                                                    | aprile 1849    | 1850       |
|         | Franco Scrofani                                                  | 1850           | 1853       |
|         | Giovanni Leni Spadafora                                          | 1853           | 1856       |
|         | Francesco Astuto                                                 | 1859           | 1859       |
|         | Antonino Lio (Presidente del Consiglio Civico)                   | 30 giugno 1860 | marzo 1861 |

## Regno d'Italia(1861-1946)
| Sindaci nominati dal governo (1861-1889)          | Sindaci nominati dal governo (1861-1889)                | Sindaci nominati dal governo (1861-1889) | Sindaci nominati dal governo (1861-1889) | Sindaci nominati dal governo (1861-1889) | Sindaci nominati dal governo (1861-1889) |
| Nominativo                                        | Nominativo                                              | Partito                                  | Partito                                  | Mandato                                  | Mandato                                  |
| Nominativo                                        | Nominativo                                              | Partito                                  | Partito                                  | Inizio                                   | Fine                                     |
| ------------------------------------------------- | ------------------------------------------------------- | ---------------------------------------- | ---------------------------------------- | ---------------------------------------- | ---------------------------------------- |
|                                                   | Francesco Salesio Scrofani                              |                                          | Destra storica                           | marzo 1861                               | 1868                                     |
|                                                   | Giombattista Jacono                                     |                                          | Destra — Partito Jacono                  | 1868                                     | luglio 1874                              |
|                                                   | Vitaliano Scarpis (Commissario regio)                   | —                                        | —                                        | luglio 1874                              | novembre 1874                            |
|                                                   | Felice Maltese (Prosindaco)                             |                                          | Destra — Partito Jacono                  | novembre 1874                            | febbraio 1876                            |
|                                                   | Giovanni Leni Spadafora                                 |                                          | Destra storica                           | febbraio 1876                            | 1878                                     |
|                                                   | Rosario Cancellieri                                     |                                          | Sinistra — Partito Cancellieri           | 1879                                     | 1882                                     |
|                                                   | Gioacchino Jacono                                       |                                          | Sinistra — Partito Cancellieri           | 1883                                     | 1884                                     |
|                                                   | Giuseppe Arpa (Commissario regio)                       | —                                        | —                                        | gennaio 1885                             | giugno 1885                              |
|                                                   | Giombattista Carfì Pavia                                |                                          | Partito Jacono                           | 1886                                     | 1887                                     |
|                                                   | Gambarini — Musi (Commissari regi)                      | —                                        | —                                        | settembre 1888                           | gennaio 1889                             |
| Sindaci eletti dal consiglio comunale (1889-1927) |                                                         |                                          |                                          |                                          |                                          |
| Nominativo                                        | Nominativo                                              | Partito                                  | Partito                                  | Mandato                                  | Mandato                                  |
| Nominativo                                        | Nominativo                                              | Partito                                  | Partito                                  | Inizio                                   | Fine                                     |
|                                                   | Giombattista Jacono                                     |                                          | Partito Jacono                           | 27 gennaio 1889                          | 1890                                     |
|                                                   | Giovanni Porcelli Mazza                                 |                                          | Partito Jacono                           | 1890                                     | 1892                                     |
|                                                   | Francesco Leni Spadafora                                |                                          | Partito Jacono                           | 1892                                     | giugno 1893                              |
|                                                   | Berti (Commissario regio)                               | —                                        | —                                        | giugno 1893                              | dicembre 1893                            |
|                                                   | Francesco Leni Spadafora                                |                                          | Partito Jacono                           | dicembre 1893                            | 1895                                     |
|                                                   | Salvatore Carfì Jacono                                  |                                          | Partito Jacono                           | 1895                                     | 1903                                     |
|                                                   | Giuseppe Giudice Porcelli                               |                                          | Partito Jacono-Rizza                     | 1903                                     | 1907                                     |
|                                                   | Salvatore Carfì Jacono                                  |                                          | Partito Jacono-Rizza                     | 1907                                     | 1911                                     |
|                                                   | Cesare Giordano                                         |                                          | Partito Jacono-Rizza                     | 1911                                     | 1912                                     |
|                                                   | Gioacchino Giudice                                      |                                          | Partito Jacono-Rizza                     | 1912                                     | 1914                                     |
|                                                   | Emanuele Lucchesi                                       |                                          | Partito Jacono-Rizza                     | 1914                                     | maggio 1920                              |
|                                                   | Ferdinando Jacono (Prosindaco)                          |                                          | Partito Jacono-Rizza                     | maggio 1920                              | novembre 1920                            |
|                                                   | Salvatore Molè (Prosindaco)                             |                                          | Partito Socialista Italiano              | 7 novembre 1920                          | 1º aprile 1921                           |
|                                                   | Michele Serra Marcello Spagna (Commissari regi)         | —                                        | —                                        | 1º aprile 1921                           | gennaio 1923                             |
|                                                   | Salvatore Gucciardello                                  |                                          | Partito Nazionale Fascista               | 1923                                     | 1924                                     |
|                                                   | Salvatore Ricca                                         |                                          | Partito Nazionale Fascista               | 1924                                     | 1925                                     |
|                                                   | Luigi Daga (Commissario regio)                          | —                                        | —                                        | 1925                                     | 1925                                     |
|                                                   | Salvatore Scrofani                                      |                                          | Partito Nazionale Fascista               | 1925                                     | 1927                                     |
| Podestà nominati dal governo (1927-1943)          |                                                         |                                          |                                          |                                          |                                          |
| Nominativo                                        | Nominativo                                              | Partito                                  | Partito                                  | Mandato                                  | Mandato                                  |
| Nominativo                                        | Nominativo                                              | Partito                                  | Partito                                  | Inizio                                   | Fine                                     |
|                                                   | Gioacchino Calì                                         |                                          | Partito Nazionale Fascista               | 1927                                     | 1928                                     |
|                                                   | Enrico Nicolao (Commissario prefettizio)                |                                          | Partito Nazionale Fascista               | 1928                                     | 1929                                     |
|                                                   | Antonio Brunelli (Commissario prefettizio)              |                                          | Partito Nazionale Fascista               | 1929                                     | 1929                                     |
|                                                   | Giovanni Cricchio (Commissario prefettizio)             |                                          | Partito Nazionale Fascista               | 1929                                     | 1930                                     |
|                                                   | Michele Maltese                                         |                                          | Partito Nazionale Fascista               | 1930                                     | 1933                                     |
|                                                   | Lucio Giudice Bennardo (Commissario prefettizio)        |                                          | Partito Nazionale Fascista               | 1933                                     | 1934                                     |
|                                                   | Giuseppe Lucchesi (Commissario prefettizio)             |                                          | Partito Nazionale Fascista               | 1934                                     | 1934                                     |
|                                                   | Lucio Giudice Bennardo (Commissario prefettizio)        |                                          | Partito Nazionale Fascista               | 1934                                     | 1934                                     |
|                                                   | Giuseppe Lucchesi (Commissario prefettizio)             |                                          | Partito Nazionale Fascista               | 1934                                     | 1935                                     |
|                                                   | Sebastiano Secolo                                       |                                          | Partito Nazionale Fascista               | 1935                                     | 1936                                     |
|                                                   | Giovanni Santapà (Commissario prefettizio, poi podestà) |                                          | Partito Nazionale Fascista               | 1936                                     | 1942                                     |
|                                                   | Raffaele Di Giacomo (Podestà, poi sindaco)              |                                          | Partito Nazionale Fascista               | 1942                                     | 9 settembre 1943                         |
| Sindaci dopo lo sbarco degli Alleati (1943-1946)  |                                                         |                                          |                                          |                                          |                                          |
| Nominativo                                        | Nominativo                                              | Partito                                  | Partito                                  | Mandato                                  | Mandato                                  |
| Nominativo                                        | Nominativo                                              | Partito                                  | Partito                                  | Inizio                                   | Fine                                     |
|                                                   | Salvatore Molè (Commissario prefettizio, poi sindaco)   |                                          | Partito Socialista Italiano              | 10 settembre 1943                        | 7 dicembre 1943                          |
|                                                   | Giovanni Corica (Commissario prefettizio)               | –                                        | –                                        | 8 dicembre 1943                          | 8 febbraio 1944                          |
|                                                   | Giovanni Fotì                                           |                                          | Partito Socialista Italiano              | 9 febbraio 1944                          | 21 novembre 1944                         |
|                                                   | Stefano Russo (Commissario prefettizio)                 | –                                        | –                                        | 25 novembre 1944                         | 14 gennaio 1945                          |
|                                                   | Vittorio La Rocca (Commissario prefettizio)             | –                                        | –                                        | 15 gennaio 1945                          | 26 gennaio 1945                          |
|                                                   | Giombattista Omobono                                    |                                          | Partito Comunista Italiano               | 27 gennaio 1945                          | 10 agosto 1946                           |
|                                                   | Salvatore Vaccaro (Commissario prefettizio)             | –                                        | –                                        | 11 agosto 1946                           | 7 dicembre 1946                          |

## Repubblica Italiana(dal 1946)
| Sindaci eletti dal consiglio comunale (1946-1993)    | Sindaci eletti dal consiglio comunale (1946-1993) | Sindaci eletti dal consiglio comunale (1946-1993) | Sindaci eletti dal consiglio comunale (1946-1993) | Sindaci eletti dal consiglio comunale (1946-1993) | Sindaci eletti dal consiglio comunale (1946-1993) | Sindaci eletti dal consiglio comunale (1946-1993) | Sindaci eletti dal consiglio comunale (1946-1993) | Sindaci eletti dal consiglio comunale (1946-1993) |
| Nominativo                                           | Nominativo                                        | Partito                                           | Partito                                           | Giunta                                            | Giunta                                            | Mandato                                           | Mandato                                           | Elezione                                          |
| Nominativo                                           | Nominativo                                        | Partito                                           | Partito                                           | Giunta                                            | Giunta                                            | Inizio                                            | Fine                                              | Elezione                                          |
| ---------------------------------------------------- | ------------------------------------------------- | ------------------------------------------------- | ------------------------------------------------- | ------------------------------------------------- | ------------------------------------------------- | ------------------------------------------------- | ------------------------------------------------- | ------------------------------------------------- |
|                                                      | Giombattista Omobono                              |                                                   | Partito Comunista Italiano                        |                                                   | PCI                                               | 7 dicembre 1946                                   | luglio 1947                                       | 1946                                              |
|                                                      | Filippo Traina                                    |                                                   | Partito Comunista Italiano                        |                                                   | PCI-PSI                                           | 16 agosto 1947                                    | 2 marzo 1950                                      | 1946                                              |
|                                                      | Ferdinando Colombo (Commissario straordinario)    | –                                                 | –                                                 | –                                                 | –                                                 | 2 marzo 1950                                      | 16 giugno 1952                                    | –                                                 |
|                                                      | Filippo Traina                                    |                                                   | Partito Comunista Italiano                        |                                                   | PCI-PSI-PSDI                                      | 16 giugno 1952                                    | 27 maggio 1956                                    | 1952                                              |
| 27 maggio 1956                                       | Filippo Traina                                    | agosto 1958                                       | Partito Comunista Italiano                        | 1956                                              | PCI-PSI-PSDI                                      |                                                   |                                                   |                                                   |
|                                                      | Antonio Noto                                      |                                                   | Partito Socialista Italiano                       | 1956                                              |                                                   | PCI-PSI                                           | 11 ottobre 1958                                   | 15 ottobre 1959                                   |
|                                                      | Ubaldo Balloni                                    |                                                   | Partito Comunista Italiano                        | 1956                                              | 15 ottobre 1959                                   | PCI-PSI                                           | 6 novembre 1960                                   |                                                   |
| 6 novembre 1960                                      | Ubaldo Balloni                                    | ottobre 1963                                      | Partito Comunista Italiano                        | 1960                                              |                                                   | PCI-PSI                                           |                                                   |                                                   |
|                                                      | Giuseppe Caruano                                  |                                                   | Partito Comunista Italiano                        | 1960                                              |                                                   | PCI-PSI-DC                                        | novembre 1963                                     | febbraio 1964                                     |
|                                                      | Giovanni Guzzardi (Commissario straordinario)     | –                                                 | –                                                 | –                                                 | –                                                 | febbraio 1964                                     | 16 dicembre 1964                                  | –                                                 |
|                                                      | Salvatore Battaglia                               |                                                   | Partito Socialista Italiano                       |                                                   | PSI-DC                                            | 16 dicembre 1964                                  | 7 marzo 1967                                      | 1964                                              |
|                                                      | Giuseppe Arena                                    |                                                   | Partito Socialista Italiano                       | 20 marzo 1967                                     | PSI-DC                                            | 8 settembre 1967                                  |                                                   | 1964                                              |
|                                                      | Salvatore Battaglia                               |                                                   | Partito Socialista Italiano                       | 8 settembre 1967                                  | PSI-DC                                            | 26 giugno 1970                                    |                                                   | 1964                                              |
| 26 giugno 1970                                       | Salvatore Battaglia                               | 11 gennaio 1971                                   | Partito Socialista Italiano                       | 1970                                              | PSI-DC                                            |                                                   |                                                   |                                                   |
|                                                      | Giovanni Cafiso                                   |                                                   | Partito Socialista Italiano                       | 1970                                              |                                                   | PSI-PCI                                           | 11 gennaio 1971                                   | 10 ottobre 1972                                   |
|                                                      | Salvatore Battaglia                               |                                                   | Partito Socialista Italiano                       | 1970                                              | 12 ottobre 1972                                   | PSI-PCI                                           | 15 giugno 1975                                    |                                                   |
|                                                      | Giovanni Lucifora                                 |                                                   | Partito Comunista Italiano                        | 15 giugno 1975                                    | 16 febbraio 1978                                  | PSI-PCI                                           | 1975                                              |                                                   |
|                                                      | Francesco Aiello                                  |                                                   | Partito Comunista Italiano                        | 16 febbraio 1978                                  | 9 luglio 1980                                     | PSI-PCI                                           | 1975                                              |                                                   |
| 9 luglio 1980                                        | Francesco Aiello                                  | 9 aprile 1981                                     | Partito Comunista Italiano                        | 1980                                              |                                                   | PSI-PCI                                           |                                                   |                                                   |
|                                                      | Rosario Iacono                                    |                                                   | Partito Comunista Italiano                        | 1980                                              |                                                   | PCI                                               | 9 aprile 1981                                     | 31 dicembre 1983                                  |
|                                                      | Paolo Monello                                     |                                                   | Partito Comunista Italiano                        | 1980                                              | 3 gennaio 1984                                    | PCI                                               | 18 giugno 1985                                    |                                                   |
| 18 giugno 1985                                       | Paolo Monello                                     | 14 luglio 1987                                    | Partito Comunista Italiano                        | 1985                                              |                                                   | PCI                                               |                                                   |                                                   |
|                                                      | Salvatore Garofalo                                |                                                   | Partito Comunista Italiano                        | 1985                                              | 14 luglio 1987                                    | PCI                                               | 15 ottobre 1988                                   |                                                   |
|                                                      | Francesco Aiello                                  |                                                   | Partito Comunista Italiano                        | 15 ottobre 1988                                   | 23 gennaio 1989                                   | PCI                                               | 1988                                              |                                                   |
|                                                      | Vincenzo Cilia                                    |                                                   | Partito Comunista Italiano                        | 23 gennaio 1989                                   | 28 maggio 1990                                    | PCI                                               | 1988                                              |                                                   |
| 28 maggio 1990                                       | Vincenzo Cilia                                    | 30 luglio 1991                                    | Partito Comunista Italiano                        | 1990                                              |                                                   | PCI                                               |                                                   |                                                   |
|                                                      | Paolo Monello                                     |                                                   | Partito Democratico della Sinistra                | 1990                                              |                                                   | PDS                                               | 30 luglio 1991                                    | 23 novembre 1991                                  |
|                                                      | Angelo Curciullo                                  |                                                   | Partito Democratico della Sinistra                | 1990                                              | 23 novembre 1991                                  | PDS                                               | 8 marzo 1993                                      |                                                   |
|                                                      | Giovanni Lucifora                                 |                                                   | Partito Democratico della Sinistra                | 1990                                              | 8 marzo 1993                                      | PDS                                               | 9 settembre 1993                                  |                                                   |
|                                                      | Giuseppe Scalia (Commissario straordinario)       | –                                                 | –                                                 | –                                                 | –                                                 | 20 settembre 1993                                 | 22 novembre 1993                                  | –                                                 |
| Sindaci eletti direttamente dai cittadini (dal 1993) |                                                   |                                                   |                                                   |                                                   |                                                   |                                                   |                                                   |                                                   |
| Nominativo                                           | Nominativo                                        | Partito                                           | Partito                                           | Coalizione                                        | Coalizione                                        | Mandato                                           | Mandato                                           | Elezione                                          |
| Nominativo                                           | Nominativo                                        | Partito                                           | Partito                                           | Coalizione                                        | Coalizione                                        | Inizio                                            | Fine                                              | Elezione                                          |
|                                                      | Giovanni Lucifora                                 |                                                   | Partito Democratico della Sinistra                |                                                   | PDS-PRC-La Rete-AD                                | 7 dicembre 1993                                   | 7 dicembre 1994                                   | 1993                                              |
|                                                      | Salvatore Vernaci (Commissario straordinario)     | –                                                 | –                                                 | –                                                 | –                                                 | 24 gennaio 1995                                   | 17 maggio 1995                                    | –                                                 |
|                                                      | Francesco Aiello                                  |                                                   | Partito Democratico della Sinistra                |                                                   | PDS-AD-L. civiche                                 | 17 maggio 1995                                    | 1 ottobre 1997                                    | 1995                                              |
|                                                      | Francesco Aiello                                  | PDS-La Rete-FdV-UD-PPI-L. civiche                 | Partito Democratico della Sinistra                | 1 ottobre 1997                                    | 27 maggio 2002                                    | 1997                                              |                                                   |                                                   |
|                                                      | Francesco Aiello                                  | Democratici di Sinistra                           |                                                   | DS-DL-SDI-PRC-L. civiche                          | 27 maggio 2002                                    | 26 ottobre 2005                                   | 2002                                              |                                                   |
|                                                      | Salvatore Campo (Commissario straordinario)       | –                                                 | –                                                 | –                                                 | –                                                 | 26 ottobre 2005                                   | 12 giugno 2006                                    | –                                                 |
|                                                      | Giuseppe Nicosia                                  |                                                   | La Margherita                                     |                                                   | DL-IdV-L. civiche                                 | 12 giugno 2006                                    | 15 giugno 2011                                    | 2006                                              |
|                                                      | Giuseppe Nicosia                                  | Partito Democratico                               |                                                   | PD-L. civiche                                     | 15 giugno 2011                                    | 21 giugno 2016                                    | 2011                                              |                                                   |
|                                                      | Giovanni Moscato                                  |                                                   | Indipendente di centro-destra                     |                                                   | Liste civiche                                     | 21 giugno 2016                                    | 31 luglio 2018                                    | 2016                                              |
|                                                      | Filippo Dispenza (Commissario straordinario)      | –                                                 | –                                                 | –                                                 | –                                                 | 31 luglio 2018                                    | 27 ottobre 2021                                   | –                                                 |
|                                                      | Francesco Aiello                                  |                                                   | Indipendente di centro-sinistra                   |                                                   | PD-PSI-Cento Passi-L. civiche                     | 27 ottobre 2021                                   | in carica                                         | 2021                                              |